# Microplexia viridaria
Microplexia viridaria är en fjärilsart som beskrevs av Sir George Hamilton Kenrick 1917. Microplexia viridaria ingår i släktet Microplexia och familjen nattflyn. Inga underarter finns listade i Catalogue of Life.